# Ghawar
Ghawar je ropné pole v Saúdské Arábii. Nalézá se na jihozápadním pobřeží Perského zálivu, 100 km severozápadně od města Dhahran ve východní provincii či asi 350 km po moři od íránského ostrova Kiš (kde je situována mezinárodní ropná burza). Se svou délkou 280 km a šířkou 30 km je zdaleka největší konvenční a suchozemské ropné pole na světě co do rozlohy, kapacity a kumulativní i současné produkce. S velkou pravděpodobností též zůstane „největším známým ložiskem ropy všech dob“.
Celé pole vlastní a těží z něj znárodněná saúdská těžební společnost Saudi Aramco. Vzhledem k tomu, že Aramco nemá vstřícnou politiku k poskytování informací o tomto poli, ví se o něm velmi málo. Historicky je Ghawar rozdělen do pěti těžebních oblastí:
- 'Ain Dar
- Shedgum
- 'Uthmaniyah
- Hawiyah
- Haradh.

Do oblasti 'Uthmaniyah spadá ještě menší oáza Al-Ahsa; v nejsevernějším cípu se nachází oblast Fazran a východně od něj další pole Abqaiq.
Ložiskové pole je tvořeno systémem úzkých, dlouhých antiklinál, do kterých zasahuje přesmyk, tvoříc tak tři ropné kapsy na hladině spodních vod. Antiklinály tvoří stovky kilometrů dlouhý a cca 20 km široký dvojitý „žlab“, z jehož nejsvrchnějších pozic se odčerpává směs ropy s vodou.

## Produkce

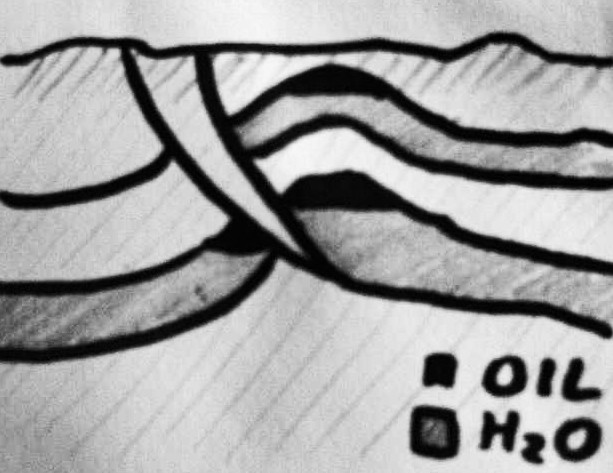
Rámcové schéma profilu Ghawaru

Pole Ghawar bylo objeveno v roce 1948 a produkovat začalo v roce 1951. Do roku 2000 toto pole představovalo 60 - 65 % produkce země. V roce 1981 již denní produkce přesáhla 5,7 milionů barelů ropy a asi 56,6 mil. m³ zemního plynu. V číslech ropné produkce Ghawar představoval víc než polovinu saúdské a 6,25 % celosvětové těžby (opět, zdaleka nejvíc na světě). Celkově Ghawar doposud vydal 60 mld. barelů ropy. Aramco do ložisek Ghawaru od 60. let době injektuje 7 mil. tun mořské vody denně pro zvýšení tlaku a těží směs vody s 40-45 % ropy.

## Zásoby
Společnost Saudi Aramco prohlásila, že pole má ještě 71 mld. barelů ověřených zásob „snadné“ ropy. Někteří lidé, jako např. Stuard Staniford a Matthew Simmons ve své knize Twilight in the Desert (Soumrak na poušti), předpokládají, že ropná produkce Saúdské Arábie se pomalu dostává přes ropný vrchol. (Simmonsova práce byla Aramcem striktně odmítnuta, nicméně tato společnost v jedné ze svých zpráv uvedla, že toto pole bylo v roce 2004 vyčerpáno z 48 %.)
Vzhledem k podílu, který Ghawar (z tisíců současných ropných polí) má na celosvětové produkci a vzhledem k faktu, že celosvětové objevy ropy zhruba od roku 1960 klesají, by ropný vrchol Ghawaru byl současně ropným vrcholem světové produkce. Existují diskuze  a dokumenty , které o ropném zlomu Ghawaru hovoří již dnes.